# Devo
Devo (Eigenschreibweise DEVO) ist eine New-Wave-Band aus den USA, die 1972 in Akron, Ohio gegründet wurde. Mark Mothersbaugh ist Hauptsänger. Der Name leitet sich vom Prinzip der „De-Evolution“ ab – die Band behauptet, dass die Menschheit keiner Evolution mehr unterliege, sondern sich vielmehr im Laufe der Zeit zurückentwickle.

## Geschichte
Inspiriert wurde die Band unter anderem durch das kreationistische Pamphlet Jocko Homo Heavenbound von B. H. Shadduck (1924), das in dem Song Jocko Homo verarbeitet ist und auch die Vorlage zum „Devolutionary Oath“ gab. Auch das unten genannte Buch von Oscar Kiss Maerth, das den „evolutionären Abstieg“ der Menschheit beschreibt, war für die Band prägend. Der Refrain „Are we not men? We are Devo!“ des Songs spielt auf eine Szene im Film Die Insel des Dr. Moreau an.

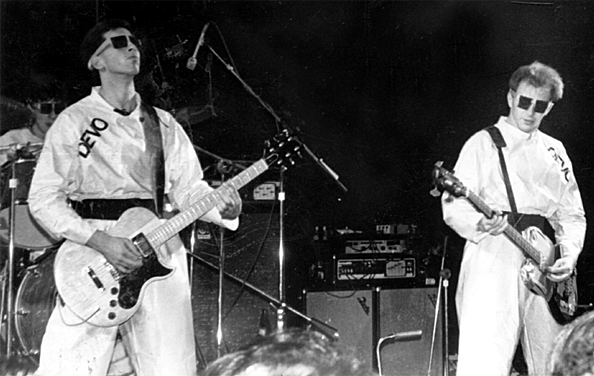
Bob und Gerald Casale (1978)

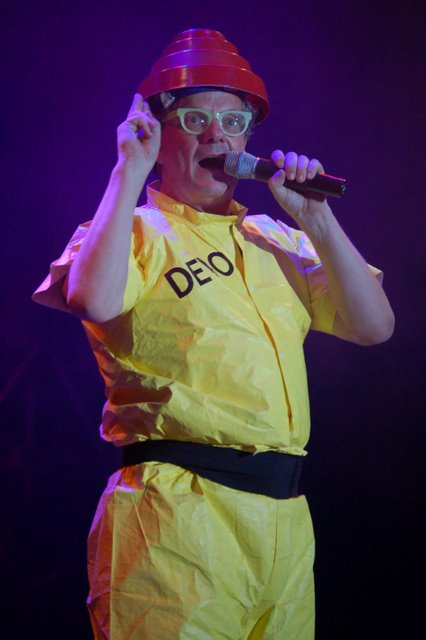
Frontmann Mark Mothersbaugh bei einem Auftritt von Devo beim Festival Internacional de Benicàssim (2007)

Für das Cover der CD Now It Can Be Told wurde der Einband der amerikanischen Ausgabe des Buches Der Anfang war das Ende von Oscar Kiss Maerth (siehe Literatur) verwendet. Laut Devo befinde man sich bereits in einem Dritten Weltkrieg, in dem allerdings keine Gefahr von nuklearen Waffen ausgeht, sondern von menschlichen Gedanken und Handeln. Die Waffen sind unter anderem Flugpassagiere, die Geld sparen wollen und Billigairlines nutzen, oder Touristen, die Vergnügungsparks besuchen.
Bisweilen trat die Band – in völlig anderem Outfit – als ihre eigene Vorgruppe auf. Es dauerte immer eine Weile, bis das Publikum die Band erkannte.
1991 hatte sich die Band nach eigenen Aussagen aufgelöst, trat jedoch noch zweimal beim legendären Lollapalooza-Festival 1996 und 1997 auf. Ebenfalls 1996 brachte sie ein Computerspiel namens Adventures of the Smart Patrol mit eigenem Soundtrack heraus. 2001 hat sich die Band unter dem Namen The Wipeouters neu zusammengefunden und ein Album veröffentlicht. Der 2007 in einer DELL-Werbekampagne verwendete Song Watch Us Work It wurde jedoch wieder unter dem Namen Devo als Single veröffentlicht.
Devo ist seit 1996 fast ununterbrochen auf Tour, zumeist in den USA, wo die Gruppe eine große Anhängerschaft hat. Nur selten hat Devo (oder The Wipeouters) Konzerte in Europa oder Asien (Tokio) gespielt; in Deutschland ist die Band seit 1991 nicht mehr aufgetreten. 2007 wurde nach langer Abstinenz auf europäischen Bühnen wieder eine Tour durchgeführt, mit Auftritten in Spanien, Großbritannien und Italien. 2008 gab es wiederum Tourneen mit Konzerten in Spanien, Frankreich, USA und Japan.
Im Juli 2010 wurde in Deutschland die CD Something For Everybody ausgeliefert.
Am 24. Juni 2013 starb der Ex-Schlagzeuger Alan Myers 58-jährig an Magenkrebs. Gitarrist Bob Casale erlag am 17. Februar 2014 einem Herzversagen.

## Diskografie

### Studioalben
| Jahr | Titel                              | Höchstplatzierung, Gesamtwochen, AuszeichnungChartplatzierungen (Jahr, Titel, Platzierungen, Wochen, Auszeichnungen, Anmerkungen) | Höchstplatzierung, Gesamtwochen, AuszeichnungChartplatzierungen (Jahr, Titel, Platzierungen, Wochen, Auszeichnungen, Anmerkungen) | Anmerkungen                            |
| Jahr | Titel                              | UK | US | Anmerkungen                            |
| ---- | ---------------------------------- | --- | --- | -------------------------------------- |
| 1978 | Q: Are We Not Men? A: We Are Devo! | UK12 Silber · (17 Wo.)UK | US78 Gold · (18 Wo.)US | Erstveröffentlichung: 28. August 1978  |
| 1979 | Duty Now for the Future            | UK49 (6 Wo.)UK | US73 (10 Wo.)US | Erstveröffentlichung: Juli 1979        |
| 1980 | Freedom of Choice                  | UK47 (5 Wo.)UK | US22 Platin · (51 Wo.)US | Erstveröffentlichung: 16. Mai 1980     |
| 1981 | New Traditionalists                | UK50 (4 Wo.)UK | US23 (25 Wo.)US | Erstveröffentlichung: 26. August 1981  |
| 1982 | Oh, No! It’s Devo                  | — | US47 (20 Wo.)US | Erstveröffentlichung: 21. Oktober 1982 |
| 1984 | Shout                              | — | US83 (6 Wo.)US | Erstveröffentlichung: 8. Oktober 1984  |
| 1988 | Total Devo                         | — | US189 (3 Wo.)US | Erstveröffentlichung: 24. Mai 1988     |
| 2010 | Something for Everybody            | — | US30 (3 Wo.)US | Erstveröffentlichung: 15. Juni 2010    |

Weitere Studioalben
- 1990: Smooth Noodle Maps

### Livealben
- 1980: DEV-O Live
- 1989: Now It Can Be Told (Devo At The Palace 12/9/88)
- 1992: Devo Live: The Mongoloid Years
- 1993: Q: Are We Not Men? A: We Are Devo / Devo Live
- 1999: Devo – Live (Bonustracks)
- 2004: Live in Central Park
- 2005: Devo Live 1980
- 2012: New Traditionalists – Live in Seattle 1981
- 2014: Miracle Witness Hour
- 2015: Hardcore Devo Live!

### Kompilationen, Remixalben und Wiederveröffentlichungen
- 1978: 5 De-Evolutionary Songs – plus Satisfaction on 45 R.P.M.
- 1981: E-Z Listening Cassette
- 1984: E-Z Listening Cassette Volume 2
- 1986: Best Of Devo Vol. 1
- 1987: E-Z Listening Disc
- 1990: Greatest Hits
- 1990: Greatest Misses
- 1990: Hardcore Vol.1
- 1991: Hardcore Vol.2
- 1993: Oh No It’s Devo / Freedom Of Choice
- 1993: Q: Are We Not Men? A: We Are Devo / Devo Live (Bonustracks)
- 1993: Hot Potatoes: The Best of Devo
- 1993: Duty Now For The Future / New Traditionalists
- 1994: Smooth Noodle Maps [Bonustracks]
- 1994: Duty Now for the Future (Bonustracks)
- 1997: New Traditionalists (Bonustracks)
- 1998: Greatest Hits
- 2000: Pioneers Who Got Scalped: The Anthology
- 2000: Recombo DNA (Demos und alternative Versionen)
- 2002: The Essentials
- 2009: The Ultra Devo-lux Ltd. Edition (2×CD + 2×DVD-V + Single Collection)
- 2013: Something Else for Everybody
- 2013: Hardcore (2xCD Compilation, Re-Edition of Hardcore Vol.1+Vol.2 with 4 Bonustracks)
- 2015: Social Fools: The Virgin Singles 1978-1982

### EPs
| Jahr | Titel      | Höchstplatzierung, Gesamtwochen, AuszeichnungChartplatzierungen (Jahr, Titel, Platzierungen, Wochen, Auszeichnungen, Anmerkungen) | Höchstplatzierung, Gesamtwochen, AuszeichnungChartplatzierungen (Jahr, Titel, Platzierungen, Wochen, Auszeichnungen, Anmerkungen) | Anmerkungen |
| Jahr | Titel      | UK | US | Anmerkungen |
| ---- | ---------- | --- | --- | ----------- |
| 1981 | DEV-O Live | — | US50 (12 Wo.)US |             |

Weitere EPs
- 1977: Be Stiff
- 1978: Mechanical Man
- 1988: Baby Doll
- 1988: Disco Dancer
- 1990: Post Post-Modern Man
- 2008: Watch Us Work It
- 2010: Song Study
- 2011: What We Do: Electro-Devo Remix Cornucopia

### Weitere Veröffentlichungen
- 1996: Adventures of the Smart Patrol (PC CD-ROM)
- 2001: P’Twaaang!!! (Surf Rock-Album als The Wipeouters)
- 2007: Watch Us Work It (Werbesong für Dell)

### Singles
| Jahr | Titel                                              | Höchstplatzierung, Gesamtwochen, AuszeichnungChartplatzierungen (Jahr, Titel, Platzierungen, Wochen, Auszeichnungen, Anmerkungen) | Höchstplatzierung, Gesamtwochen, AuszeichnungChartplatzierungen (Jahr, Titel, Platzierungen, Wochen, Auszeichnungen, Anmerkungen) | Anmerkungen                                                            |
| Jahr | Titel                                              | UK | US | Anmerkungen                                                            |
| ---- | -------------------------------------------------- | --- | --- | ---------------------------------------------------------------------- |
| 1977 | (I Can’t Get No) Satisfaction Be Stiff             | UK41 (8 Wo.)UK | — | angelehnt an (I Can’t Get No) Satisfaction der Band The Rolling Stones |
| 1978 | Be Stiff                                           | UK71 (1 Wo.)UK | — |                                                                        |
| 1978 | Jocko Homo Q: Are We Not Men? A: We Are Devo!      | UK62 (3 Wo.)UK | — |                                                                        |
| 1978 | Come Back Jonee Q: Are We Not Men? A: We Are Devo! | UK60 (4 Wo.)UK | — |                                                                        |
| 1980 | Whip It Freedom of Choice                          | UK51 (7 Wo.)UK | US14 Platin · (25 Wo.)US |                                                                        |
| 1981 | Working in the Coal Mine Heavy Metal O.S.T.        | — | US43 (12 Wo.)US |                                                                        |
| 1983 | Theme from Doctor Detroit Doctor Detroit O.S.T.    | UK98 (3 Wo.)UK | US59 (6 Wo.)US |                                                                        |

Weitere Singles
- 1977: Mongoloid
- 1979: The Day My Baby Gave Me a Surprize
- 1979: Secret Agent Man
- 1980: Girl U Want
- 1980: Freedom of Choice
- 1981: Beautiful World
- 1981: Through Being Cool
- 1982: Jerkin’ Back ’n’ Forth
- 1982: Peek-a-Boo!
- 1983: That’s Good
- 1984: Here to Go
- 1984: Are U Experienced?
- 1988: Baby Doll
- 1988: Disco Dancer
- 1990: Post Post-Modern Man
- 2007: Watch Us Work It
- 2009: Don’t Shoot (I’m a Man)
- 2010: Fresh
- 2010: Greetings from Akron, Ohio

### Boxsets
- 2008: This is the Devo Box
- 2009: The Ultra DEVO-lux Ltd. Edition

### Videoalben
- 1985: We’re All… Devo
- 1989: The Men Who Make The Music [VHS]
- 1993: The Complete Truth About De-Evolution
- 2003: The Complete Truth About De-Evolution & Devo Live [2×DVD]
- 2007: Devo – Live in the Land of the Rising Sun [DVD]
- 2015: Hardcore Devo Live! [DVD]

Filmauftritt
- 1982: Human Highway – Regie: Bernhard Shakey (DVD; 2014)

## Sonstiges
Im Film Zurück in die Zukunft – nur im englischen Original von 1985 Back to the Future – fragt Schüler Marty den Wissenschaftler Dr. Brown, den Entwickler der Zeitmaschine, ob sein Strahlenschutzanzug von Devo sei („Is that a Devo suit?“). Dies ist eine Anspielung auf die Band Devo, die in den 1980er Jahren für ihre ungewöhnlichen Kunststoffanzüge bekannt war.
Ebenfalls ist die Band Devo in einer Folge von der Serie Family Guy zu sehen.
Dort wird ein Song der Band gespielt und die Bandmitglieder sind animiert zu sehen.